# فرد كارتر جونيور
فرد كارتر جونيور (بالإنجليزية: Fred Carter, Jr.)‏ هو عازف قيثارة وملحن وموسيقي ومنتج أسطوانات أمريكي، ولد في 31 ديسمبر 1933 في وينزبورو في الولايات المتحدة، وتوفي في 17 يوليو 2010 في ناشفيل في الولايات المتحدة بسبب سكتة.

## وصلات خارجية
- فرد كارتر جونيور على موقع ميوزك برينز (الإنجليزية)
- فرد كارتر جونيور على موقع أول ميوزيك (الإنجليزية)
- فرد كارتر جونيور على موقع ديسكوغز (الإنجليزية)